# 七里頼周
七里 頼周（しちり よりちか）は、戦国時代から安土桃山時代にかけての武将。本願寺の坊官。

## 略歴
永正14年（1517年）、誕生。
もとは本願寺の青侍だったが、顕如に見込まれて坊官となり、加賀一向一揆の指導を命じられた。織田信長との石山合戦が始まると、顕如の命で加賀の一向門徒を指導し、織田軍とたびたび争う。このことから一向門徒から「加州大将」と呼ばれた。
天正2年（1574年）、越前国では桂田長俊が暴政を行い国人や民衆の不満は頂点に達していた。長俊に敵対していた富田長繁は民衆に働きかけて土一揆を起こし、自ら大将となって一乗谷を攻め、長俊を滅ぼした。長繁は続けて魚住景固も殺害したが、敵対していなかった魚住一族まで滅ぼしたことに一揆衆は反発し、無策な長繁と手を切った。一揆衆は長繁を大将の座から降ろし、一揆衆の本願寺門徒の相当数の推薦があった頼周が指導者となった。こうして、この土一揆は一向一揆へと変わり、長繁とその与党、そして土橋信鏡、平泉寺と敵対勢力を次々に滅ぼしていった。この後、越前一国は本願寺から派遣されてきた下間頼照の支配を受け、頼周も彼の指揮下に入った。
この時の2月半ばには、滅ぼした国人黒坂氏一族の首を差し出した一向門徒を「自分の命令もなく勝手に武士を殺したのは軍律違反」と激怒して処刑した。
しかし、頼周は権力と信任を得ている事に笠を着て、先述の処刑といった非道で粗暴な振る舞いも少なくなく、そのために門徒からは人望が無いどころか、石山本願寺の坊官・下間頼廉に頼周を弾劾する門徒からの弾劾状が送りつけられるほどであった。このような越前や加賀の一向門徒の分裂（一揆内一揆）を見た信長は、翌天正3年（1575年）8月、大軍を越前に送り込んだ。門徒に人望が無かった頼照や頼周は全く統率が取れずに大敗北を喫した。頼照が逃亡先で殺害された一方、頼周は加賀まで逃げ切った。
翌天正4年（1576年）、頼周は加賀の司令の座を下間頼純に交代させられた他、一揆の拠点である加賀松任城主で味方であった鏑木頼信を叛意ありとして攻撃したが、上杉謙信による仲介で鏑木らは赦免され、その後頼周は上杉謙信の指揮下で御幸塚城を守備して織田軍と戦い、敗退して討ち取られたともいわれている。